# 임팩트 월드 태그팀 챔피언십
TNA 월드 태그팀 챔피언십(TNA World Tag Team Championship)은 TNA의 태그팀 챔피언십이다

## 역사

### 임팩트 태그팀 챔피언십
2002년부터 2007년 5월까지 NWA 월드 태그팀 챔피언십이 사용되다가 2007년 6월 TNA가 NWA를 탈단하면서 지금까지 사용된다.

## 역대 타이틀 명칭
| 타이틀 명칭                       | 연도                                               |
| --------------------------------- | -------------------------------------------------- |
| TNA 월드 태그팀 챔피언십          | 2007년 5월 17일 ~ 2017년 3월 2일 2024년 1월 13일 ~ |
| 임팩트 레슬링월드 태그팀 챔피언십 | 2017년 3월 9일 ~ 2017년 7월 2일                    |
| 신 GFW 월드 태그팀 챔피언십       | 2017년 7월 3일 ~ 2017년 10월 23일                  |
| 임팩트 월드 태그팀 챔피언십       | 2017년 10월 23일 ~ 2024년 1월 13일                 |

## 기록들
- 초대 챔피언 : 팀 3D (더들리 보이즈)
- 최장수 챔피언 : 더 노스 (이덴 페이지 & 조쉬 알렉산더) (383일)
- 최단 기간 챔피언 : 커트 앵글 & 스팅 (13일)
- 팀 최다 챔피언 : 디 울브즈 (데이비 리쳐즈 & 에디 에드워즈), 비어 머니 INC (제임스 스톰 & 로버트 루드) (5회)
- 개인 최다 챔피언 : 제임스 스톰, 에디 에드워즈 (7회)
- 최중량급 챔피언 : 팀 3D (250kg)
- 최경량급 챔피언 : 커트 앵글 (108kg)
- 최고령 챔피언 : 스캇 스타이너 (55세)
- 최연소 챔피언 : 트레버 리 (21세)

## 역대 챔피언

### 임팩트 레슬링 월드 태그팀 챔피언십
- 팀 3D (더들리 보이즈) (초대 챔피언)
- 사모아 죠 (홀로 챔피언)
- 커트 앵글 (TNA 2대 3관왕)
- 커트 앵글 & 스팅
- 팩맨 존스 & 론 킬링스 & 컨시퀀스 크리드
- AJ 스타일스 & 톰코
- 라틴 아메리칸 익스체인지 (헤르난데즈 & 호미사이드)
- 토니 아틀라스 & 락키 존슨
- 비어 머니 INC (제임스 스톰 & 로버트 루드)
- 리썰 컨시퀀스 (컨시퀀스 크리드 & 제이 리썰)
- 메인 이벤트 마피아 (부커 T & 스캇 스타이너)
- 브리티쉬 인베이젼 (브루터스 매그너스 & 더글라스 윌리엄스)
- 헤르난데즈 & 맷 모건
- 더 밴드 (에릭 영 & 케빈 내시 & 스캇 홀)
- 모터시티 머신건즈 (알렉스 셸리 & 크리스 세이빈)
- 멕시칸 아메리카 (헤르난데즈 & 아놔키아)
- 크림슨 & 맷 모건
- 사모아 죠 & 매그너스
- 카자리안 & 크리스토퍼 다니엘스
- 커트 앵글 & AJ 스타일스
- 차보 게레로 & 헤르난데즈
- 오스틴 에리스 & 바비 루드
- 제임스 스톰 & 거너
- 브로 맨즈 (라비 E & 제시 가더즈)
- 디 울브즈 (데이비 리쳐즈 & 에디 에드워즈)
- 더 레볼루션 (제임스 스톰 & 어비스)
- 하디즈 (매트 하디 & 제프 하디) (현 챔피언)
- 브라이언 마이어스 & 트레버 리
- 디케이 (어비스 & 크레이지 스티브)
- 라틴 아메리칸 익스체인지 (오티즈 & 산타나)
- 오하이오 베수스 에브리싱 (데이브 크리스트 & 제이크 크리스트)
- 일라이 드레이크 & 스캇 스타이너
- Z&E (앤드류 에버렛 & DJ Z)
- 루차 브라더스 (페닉스 & 펜타곤 주니어)
- 더 노스 (이덴 페이지 & 조쉬 알렉산더)
- 굿 브라더스 (덕 갈로스 & 칼 앤더슨)
- 핀쥬스 (데이비드 핀레이 & 쥬스 로빈슨)
- 바이올런트 바이 디자인 (에릭 영 & 라이노 & 조 도어링 & 디너)
- 바이올런트 바이 디자인 (에릭 영 & 조 도어링 & 디너)
- 브리스코스 (제이 브리스코 & 마크 브리스코)
- 킹덤 (마이크 배넷 & 맷 테이븐)
- 라이노 & 히스
- 불릿 클럽/A B C (크리스 베이 & 에이스 오스틴)
- 서브컬처 (플래시 모건 웹스터 & 마크 앤드루스)
- 래스컬즈 (트레이 미구엘 & 재커리 웬츠)
- 시스템 (에디 에드워즈 & 브라이언 마이어스)
- 네메스 (닉 네메스 & 라이언 네메스)

## 같이 보기
- 트리플 크라운 챔피언십
- 그랜드 슬램 챔피언십
- WWE RAW 태그팀 챔피언십
- WWE 스맥다운 태그팀 챔피언십
- WWE 월드 태그팀 챔피언십
- WWE NXT 태그팀 챔피언십
- WCW 월드 태그팀 챔피언십
- ECW 월드 태그팀 챔피언십
- RoH 월드 태그팀 챔피언십